# プライベートゾーン
プライベートゾーン（和製英語：private zone）とは、原義としては「自分だけの領域」である。そこから転じて、みだりに他人に見せたり触らせたり、他人が見たり触ったりするのをはばかるべき、特定の身体部位を意味する。

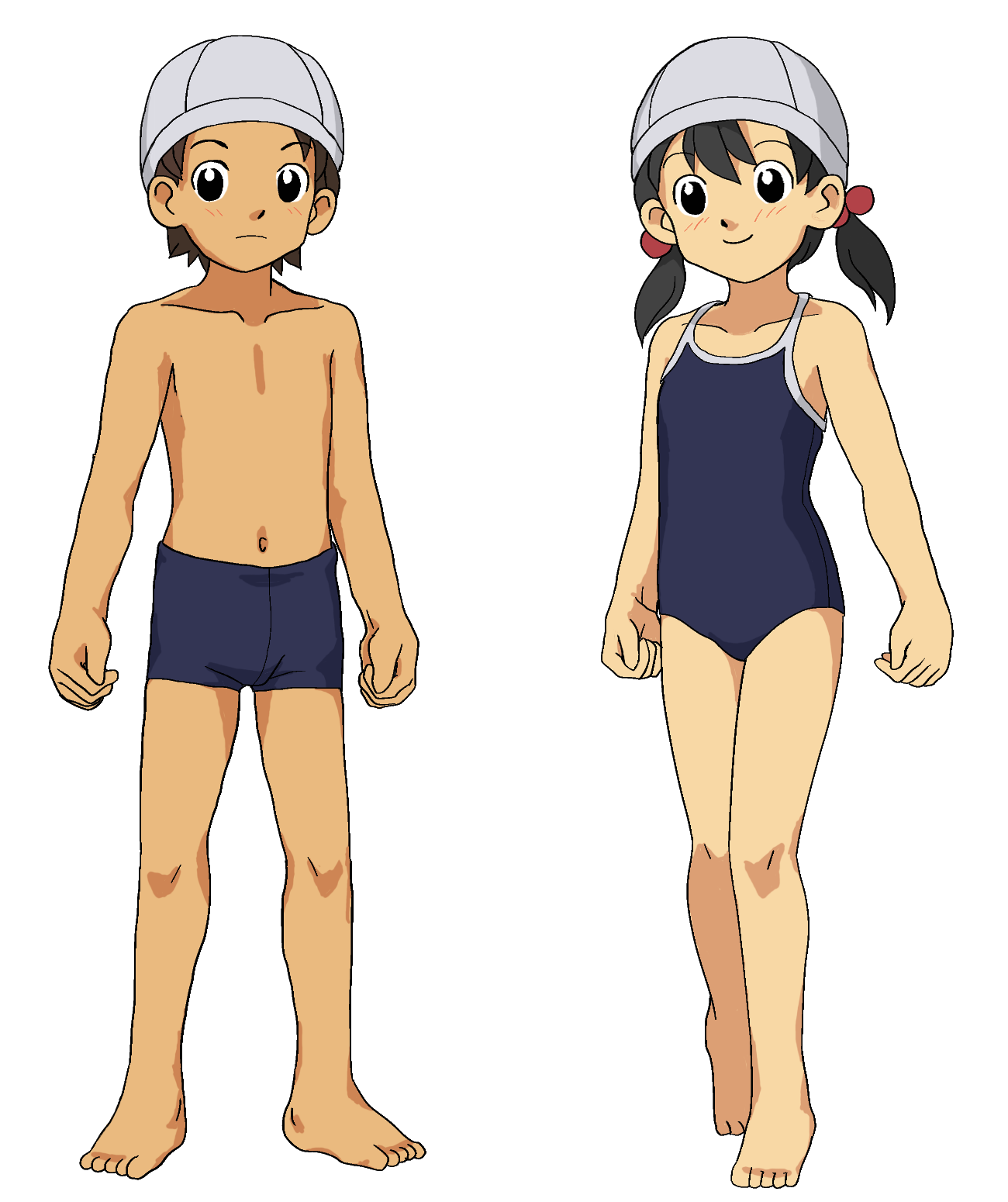
プライベートゾーンに対する認識を高めるべき年齢の学童には、然るべき指導が必要になる。この図に見る男子と女子は、それぞれに現代日本の一般的なプライベートゾーンとその周辺を隠すようデザインされている水着を着用している。

プライバシー権と人権に深く関わるこの意識に注目する概念はアメリカで生まれており、英語では intimate parts（日本語音写例：インティメイトゥ パーツ、インティメットゥ パーツ）、もしくは private parts（日本語音写例：プライヴィットゥ パーツ、日本語読み：プライベートパーツ）という。いずれも単数形も成立。

## 概要
性犯罪・性暴力は、被害者の尊厳を著しく踏みにじる行為であり、その心身に長期にわたり重大な悪影響を及ぼすものであることから、その根絶に向けた取組や被害者支援の強化を推進することが世界的な趨勢となっている。日本では文部科学省では政府の「性犯罪・性暴力対策強化のための関係府省会議」において「性犯罪・性暴力対策の強化の方針」が決定された。それに伴い「生命（いのち）の安全教育」を推進し、「加害者にならない」「被害者にならない」「傍観者にならない」ための教育を実施。被害から守る知識として先述のとおり、この意識が概念として語られだしたのはアメリカであるが、かの国では、「なるべく他人に見せても触らせてもいけない、性に関係のある、自分の身体の大切な場所」と規定されている。

### 広報
2024年7月19日に東京都が公開した「子供の性被害防止動画」は、10代に人気イラストレーターのもじゃクッキーの作画による動物キャラクターを使用したアニメ動画で、小学校高学年向けに、他者のプライベートゾーンを見たり触ったりする行為そのものがいけないことである、というメッセージを平易な言葉で伝えている。

## 教育
現代日本においては、未就学児童（幼稚園児、保育園児など）や学童にプライベートゾーンを正しく理解させることは身を守る防犯の知識と性教育の一環として行われている。地方自治体ごとに異なるが、小学一年生のカリキュラムに組み込まれている場合も多く、自分の体を知ること、自分や他人の体にプライベートゾーンという大切にするべき場所があると知ること、自分のものであれ他人のものであれ、プライベートゾーンを乱暴に扱ってはいけないと知ること、プライベートゾーンに良からぬ興味をもつ悪い人がいるので警戒しなければならないと知ること、そういう人を含む危険な事柄からプライベートゾーンを守るために心掛けるべきことと実際にできる行動を知ることなど、様々な要項が順序立てて指導されている。
このような教育現場で語られる「プライベートゾーン」に厳密な定義は無いものの、『大辞泉』はでは「水着を着用した際に隠れる部分と説明される場合が多い」とされている。実際の学習指導要領では、自分の体のなかで家族以外に触らせたくない部分を自ら考えさせ、「水着で隠れる部分」と「口」がプライベートゾーンであると教えている。普段から露出している口をプライベートゾーンとして扱っていることは、原義から逸脱してはいるものの、学童の現実に即した実効性の高い独自の定義と解釈できる。なお、この捉え方は医療分野などでも小児に対して同様に指導されている。
少なくとも（生地面積が少ない水着着用時に隠れる場所）男女の陰部周辺がプライベートゾーンで、女性はそれに加えて上半身にもプライベートゾーンがあり（その理由などはトップレスを参照）、乳首・乳輪がプライベートゾーンとなる（要出典）。
生地面積が広い水着着用時に隠れる体位もプライベートゾーンに含める場合がある（上半身裸を苦痛に感じる男児も存在する）。また、その部分に関連する行為や用具、言動なども指す（要出典）。低年齢で習得する場合もある。
産婦人科医の遠見才希子は、「プライベートパーツは「水着で隠れる部分」「下着の中」と認識される場合も多いが、実際には胸や口も含まれ、人それぞれに大事な部位は異なる。「体はどこも大事」なのを前提に、「プライベートパーツを触っていいのは自分だけ」であり他人には触らせないことを肯定的に教えることが大事」だと書いている。遠見は「性教育は大人の無自覚な加害性に気づくトリガーにもなる。子供を守るためには、まず『身体はその人だけのもの』なのを教えることが大事だ」と言った。
助産師の大貫詩織は、プライベートゾーンを小学生たちに「人との間にある、超えてはいけない境界線」の一つであると説明し、もし誰かに触られたら、「自分の気持ちを大事にして、大人に伝えてほしい」と書いている。
産婦人科医の高橋幸子は、「プライベートパーツは入浴時に自分で洗って、清潔さを保つことから」自分の身体を大事にすることから始めようと発言している。